# M101 tarack
A 105 mm M2A1 (M101A1) tarack volt az Amerikai Egyesült Államok szabványos könnyű tábori tarackja a második világháború alatt, melyet az európai és csendes-óceáni hadszíntéren is bevetettek. Gyártását 1941-ben kezdték, majd gyorsan bevetették a Japán Császári Hadsereg ellen a Csendes-óceánon, ahol hírnevét pontosságáról és nagy rombolóerejéről szerezte. Az M101 105 mm-es nagy robbanóerejű (HE) lövedéket tüzelt 11 200 méteres távolságig, így alkalmas volt a gyalogság támogatására.

## Széles körű alkalmazás

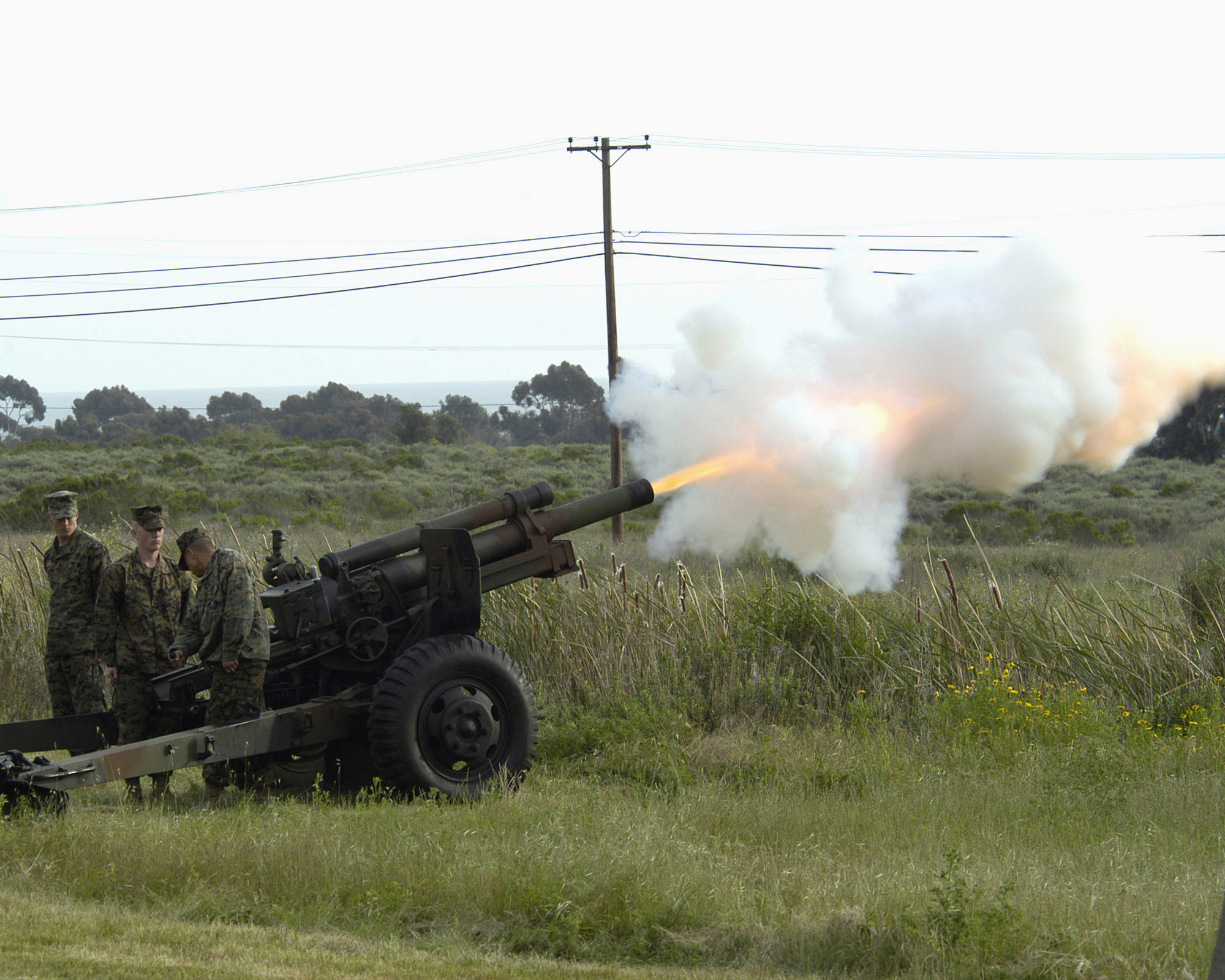
Tengerészgyalogosok egy 105 mm-es M101A1 tarackkal tüzelnek.

Mivel a tarackot nagy mennyiségben gyártották, sok ország rendszeresítette a háború után. Lövedéktípusa több külföldi ország szabványos típusa lett. 1962-ben megváltozott a tüzérség jelölőrendszere, így a 105 mm-es M2A1 tarack új jelölése az M101A1 lett. A löveget bevetették a koreai és a vietnámi háborúkban is. A harctéren megjelent egy hasonló típus, az M102 tarack, amelynek feladatköre megegyezett az M101 tarackéval, azonban soha nem szorította ki a hadrendből. Manapság az M101A1 tarackokat már kivonták az amerikai hadseregből, azonban több ország továbbra is alkalmazza a típust.
A kanadai haderő C1 Howitzer jelöléssel egészen 1997-ig használta az M2A1 tarackokat, mikoris egy modernizáción estek át, hogy meghosszabbítsák szolgálati idejüket. Az így létrehozott tarackok jelölése a C3 lett. A továbbfejlesztések között szerepelt a hosszabb lövegcső, a csőszájfék, a megerősített lövegtalpak és a lövegpajzs felső részének eltávolítása. A löveg megmaradt a Kanadai Hadsereg tartalékos egységeinek alap könnyű tarackja. A C3 tarackot Brit Columbiában a Glacier Nemzeti Parkban lavinaindításra használják. Az Amerikai Egyesült Államokban a United States Forest Service is alkalmazza a tarackokat lavinaindításra.
Franciaország és a Vietnámi Állam is bevetette a tarackot az első indokínai háborúban.
M2/M101 tarackokat használtak Jugoszláviában is, melyekből nagyjából 50 darabot zsákmányolt Horvátország, ezek közül pedig négyet használnak kiképzési célra.
M2 tarackokat kis mennyiségben az Ausztrál Hadsereg tartalékos ereje is használ, de ezeket 81 mm-es aknavetőkkel váltanak le. A hadsereg kötelékében a 105 mm-es L119 Hamel ágyúk és a 155 mm-es M198 tarackok vették át a helyüket.

## Változatok

### Löveg változatok
- M1920 – prototípus.
- M1925E – prototípus.

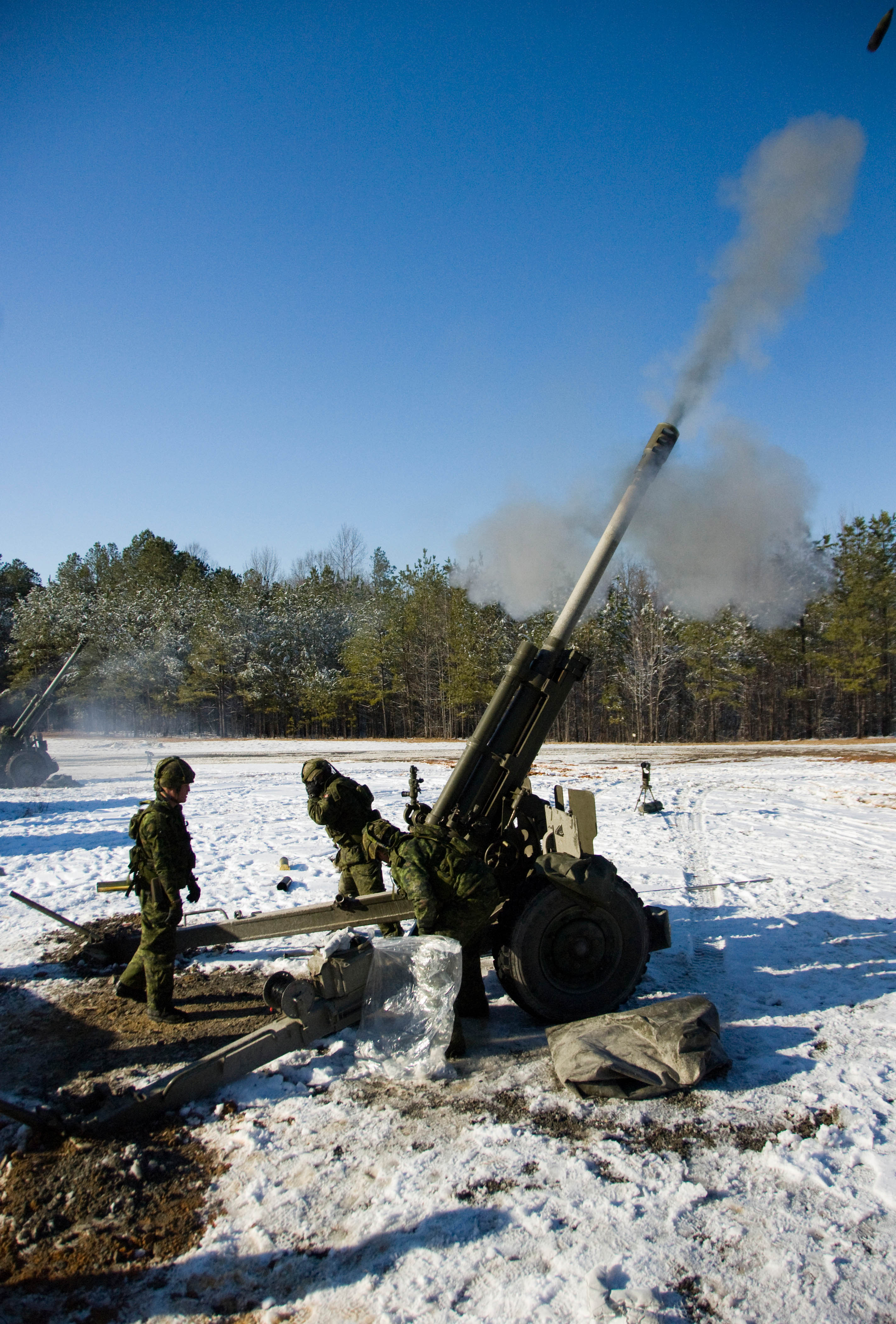
A kanadai 1. és 3. Field Regiment katonái 105 mm-es nagy robbanóerejű lövedéket tüzelnek egy C3 tarackkal az Exercies Maritime Raider 09 hadgyakorlat alkalmából, 2009 március 3.

- T2, melyet M1 jelöléssel rendszeresítettek.
- M2 (1934) – a lövedékkamrát kisebb mértékben átalakították az egyesített lőszer használatához.
- M2A1 (1940) –
- M3 – könnyűsúlyú tarack, melynek lövegcsövét 27 hüvelykel rövidítették meg.
- T8, melyet M4 jelöléssel rendszeresítettek – járműbe szerelt változat módosított závárzattal és hengeres hátrasikló felülettel.
- M101 – háború utáni jelölése az M2A1 futóműre szerelt M2A1 taracknak.
- M101A1 – háború utáni jelölése az M2A2 futóműre szerelt M2A1 taracknak.
- C3 – kanadai C1 (M2A1) hosszabb, 33 űrmérethosszúságú lövegcsővel.

### Futómű változatok
- M1920E – prototípus, szétterpeszthető lövegtalpakkal.
- M1921E – prototípus, szekrényes kialakítású lövegtalppal.
- M1921E – prototípus, szekrényes kialakítású lövegtalppal.
- T2, melyet M1 jelöléssel rendszeresítettek – szétterpeszthető lövegtalpak, faküllős kerekek.
- M1A1 – M1 futómű új kerekekkel, fékekkel és egyéb alkatrészekkel.
- T3 – prototípus.
- T4 – prototípus.
- T5, melyet M2 (1940) jelöléssel rendszeresítettek – szétterpeszthető lövegtalpak, acél kerekek felfújható gumiabroncsokkal.
- M2A1 – az elektromos fékek eltávolításra kerültek.
- M2A2 – módosított lövegpajzs.

## Önjáró változatok
- Medium Tank M4A4E1 – M2A1 tarack T70 foglalaton.
- Medium Tank M4(105), M4A3(105) – M4 tarack M52 foglalaton.
- Medium/Heavy Tank M45 – M4 tarack M71 foglalaton.
- Kísérleti típus Holt vontatón – M1920.
- Kísérleti alváz, melyet J. Walter Christie tervezett – M1920.
- 105 mm Howitzer Motor Carriage T9 (a Cletrac MG-2 vontatón alapul).
- 105 mm Howitzer Motor Carriage T19 (az M3 féllánctalpason alapul) – M2A1.[1]
- 105 mm Howitzer Motor Carriage T32/M7 – M2A1.
- 105 mm Howitzer Motor Carriage T76/M37 (Light Tank M24 alváz) – M4 tarack M5 foglalaton.
- 105 mm Howitzer Motor Carriage T88 (76 mm GMC M18 alváz) – M4 tarack M20 foglalaton.

## Lőszer

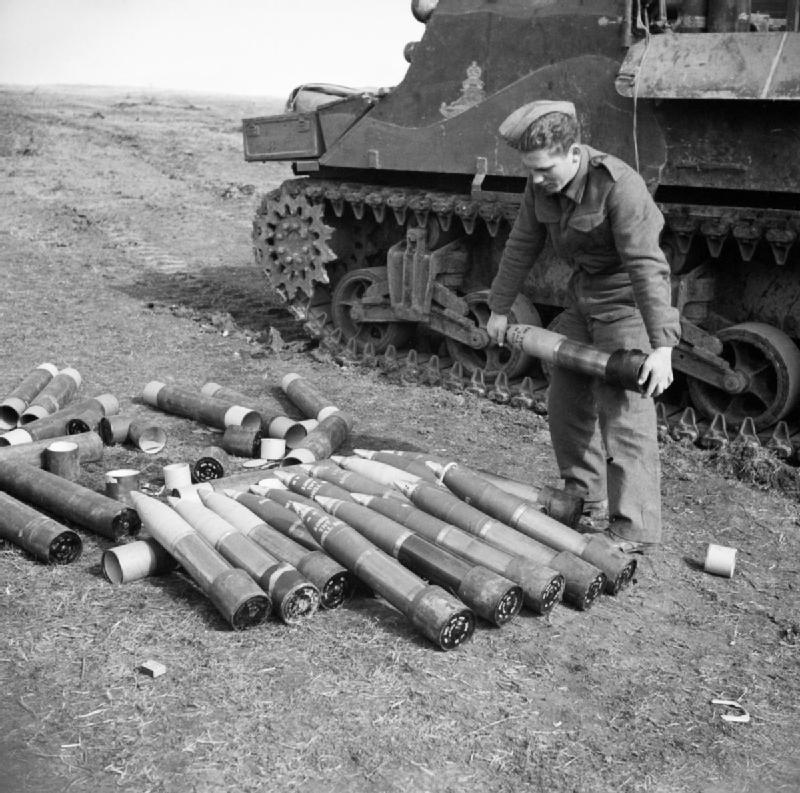
Lőszer felkészítése egy M7 Priest önjáró löveghez, Anzio, 1944 január

A löveg M14 jelű 105 mm-es töltényhüvellyel ellátott egyesített lőszert tüzelt. A hajtótöltet egy alap töltetből és hat résztöltetből állt. A 105 mm-es M3 tarackhoz készített M1 nagy robbanóerejű lövedékek (ugyanaz a lövedék, de különböző hajtótöltet) használata engedélyezett volt.
Az M67 jelű kumultatív (HEAT) lövedéket eredetileg egyesített lövedéknek tervezték az M14 type II töltényhüvellyel. Később fél-egyesített típusra cserélték a szabványos lőszert, de nem állítható hajtótöltettel. A gyakorlólőszer a rövidebb M15 jelű töltényhüvellyel és fekete lőporral került alkalmazásra.
| Elérhető lőszertípusok |                     |                                |                                     |                            |               |
| típus                  | modell              | súly, kg (lövedék/hajtótöltet) | töltet                              | csőtorkolati sebesség, m/s | lőtávolság, m |
| nagy robbanóerejű (HE) | HE M1 lövedék       | 19,08 / 14,97                  | TNT or 50/50 amatol, 2,18 kg        | 472                        | 11 160        |
| kumultatív (HEAT-T)    | HEAT M67 lövedék    | 16,71 / 13,25                  | pentolit, 1,33 kg                   | 381                        | 7854          |
| füst                   | HC BE M84 lövedék   | 19,02 / 14,91                  | cink-klorid                         | 472                        | 11 160        |
| füst, színes           | BE M84 lövedék      | 17,86-18,04 /                  | füst-keverék                        |                            |               |
| füst                   | WP M60 lövedék      | 19,85 / 15,56                  | fehérfoszfor, 1,84 kg               | 472                        | 11 110        |
| füst                   | FS M60 lövedék      | 20,09 /                        | kén-trioxid klór-kénsavban, 2,09 kg |                            |               |
| vegyi                  | H M60 lövedék       | 19,43 /                        | mustárgáz, 1,44 kg                  |                            |               |
| gyakorló               | üres M1 lövedék     |                                |                                     | 472                        | 11 160        |
| kiképző                | Drill Cartridge M14 |                                |                                     | -                          | -             |
| vaklőszer              |                     |                                |                                     | -                          | -             |

| Páncélátütés, mm |     |     |     |      |
| lőszer \ távolság (m) | 0   | 457 | 914 | 1828 |
| HEAT M67 lövedék (0°-os becsapódási szög)                                                                                                   | 102 | 102 | 102 | 102  |
| Beton átütés, mm |     |     |     |      |
| HE M1 lövedék (0°-os becsapódási szög) | 457 | 427 | 396 | 335  |
| A különböző országokban, különböző időszakban eltérő mérési módszereket alkalmaztak. Emiatt a közvetlen összehasonlítás gyakran lehetetlen. |     |     |     |      |

## Alkalmazók
- Amerikai Egyesült Államok
- Argentína
- Ausztrália
- Ausztria
- Bahrein
- Banglades
- Belgium
- Benin
- Bosznia-Hercegovina
- Brazília
- Burkina Faso
- Chile
- Dél-Korea
- Ecuador
- Salvador
- Franciaország
- Fülöp-szigetek
- Görögország
- Guatemala
- Horvátország
- Indonézia
- Irán
- Japán
- Jugoszlávia
- Kamerun
- Kanada
- Kínai Köztársaság
- Kolumbia
- Libanon
- Észak-Macedónia
- Marokkó
- Mexikó
- Mianmar
- Németország
- Nicaragua
- Pakisztán
- Paraguay
- Peru
- Portugália
- Szenegál
- Thaiföld
- Togo
- Törökország
- Uruguay
- Új-Zéland
- Vietnám

## Fordítás
- Ez a szócikk részben vagy egészben  a   M101 howitzer című angol Wikipédia-szócikk ezen változatának fordításán alapul.  Az eredeti cikk szerkesztőit annak laptörténete sorolja fel. Ez a jelzés csupán a megfogalmazás eredetét és a szerzői jogokat jelzi, nem szolgál a cikkben szereplő információk forrásmegjelöléseként.